# Carlos Javier Weber
Carlos Javier Weber (* 6. Januar 1966 in Buenos Aires) ist ein ehemaliger argentinischer Volleyballspieler und heutiger -trainer. In seiner aktiven Zeit bestritt er 613 Länderspiele. Er nahm an den Olympischen Spielen 1988 in Seoul teil und gewann die Bronzemedaille mit der Mannschaft.

## Spieler
Weber begann seine Karriere in Argentinien bei River Plate, wo er alle Nachwuchsbereiche absolvierte.
Er spielte in Argentinien, Italien und Brasilien. In Italien spielte er für Club Sportivo Italiano, Palermo Volley, Volley Lupi Santa Croce, Volley Prato, Pallavolo San Giorgio Mestre und Neapel Volley. Nach einem Aufenthalt bei Vélez Sarsfield ging er in der Saison 1997/98 nach Brasilien. Er spielte für Ulbra, wo er zwei brasilianische Meisterschaften gewann. 1998 und 1999 wurde er zum besten Spieler der brasilianischen SuperLiga gewählt. Im letzten Jahr als Spieler war er auch technischer Direktor seines Teams Unisul.

## Nationalteam
Bei den Olympischen Spielen 1988 in Seoul gewann er mit der Nationalmannschaft die Bronzemedaille. Er nahm auch an den Olympischen Spielen 1996 in Atlanta und 2000 in Sydney teil. Bei den Panamerikanischen Spielen 1995 gewann er die Goldmedaille. Bei den südamerikanischen Meisterschaften gewann er 1992 den Konex Award als einer der fünf besten Volleyballer des Jahrzehnts in Argentinien.

## Trainer
2003 begann er seine Trainerkarriere bei Unisul, mit der er eine brasilianische Meisterschaft gewann. Für die Saison 2005/06 ging er nach Griechenland zu Panathinaikos Athen und gewann die griechische Meisterschaft. Für die nächste Saison kam er nach Argentinien zurück und unterschrieb einen Vertrag bei Bolivar. Mit dieser Mannschaft gewann er vier argentinische Meisterschaften und vier ACLAV-Cups. Von 2008 bis 2013 trainierte er die argentinische Männer-Nationalmannschaft und gewann drei Silbermedaillen bei den südamerikanischen Meisterschaften. Im Jahr 2013 ging er für eine Saison zu VK Dynamo Krasnodar. Von 2014 bis 2020 war er wieder Trainer von Bolivar. Seit April 2020 ist er Trainer in Brasilien bei Funvic Taubaté.

## Erfolge (Auswahl)

### Spieler
- Olympische Spiele: Bronze 1988
- Panamerikanische Spiele: Gold 1995, Bronze 1991
- Südamerikanische Meisterschaften: Silber 1987, 1991, 1993, 1995, 1999
- Brasilianischer Meister: 1997/98, 1998/99
- Brasilianischer Cup: 2002

### Trainer
- Brasilianischer Meister: 2003/04
- Griechischer Meister: 2005/06
- Argentinischer Meister: 2006/07, 2007/08, 2008/09, 2009/10, 2016/17, 2018/19
- ACLAV Cup: 2006, 2007, 2008, 2009
- Copa Master Argentinien: 2012, 2015
- Torneo Super 8 Argentinien: 2008
- Südamerikanische Klubmeisterschaft: 2010